# Georg Kaempffe
Georg Hermann Adalbert Kaempffe (* 3. Februar 1842 in Sommerfeld; † 4. Juni 1880 in Guben) war ein deutscher Jurist und Politiker.

## Leben
Als Sohn eines Kreisgerichtsrats geboren, studierte Kaempffe nach dem Besuch des Gymnasiums in Guben Rechtswissenschaften in Halle. Während seines Studiums wurde er 1861 Mitglied der Burschenschaft Germania Halle. Nach seinem Studium war er am Kreisgericht in Hoyerswerda, dann bis 1876 Kreisrichter in Cottbus. Von 1876 bis 1880 war er Bürgermeister von Guben. Er starb plötzlich auf einer landwirtschaftlichen Ausstellung in Guben.

## Ehrungen
- Ehrengrab der Stadtverordnetenversammlung mit einem Gedenkstein.